# Шторх, Эдуард

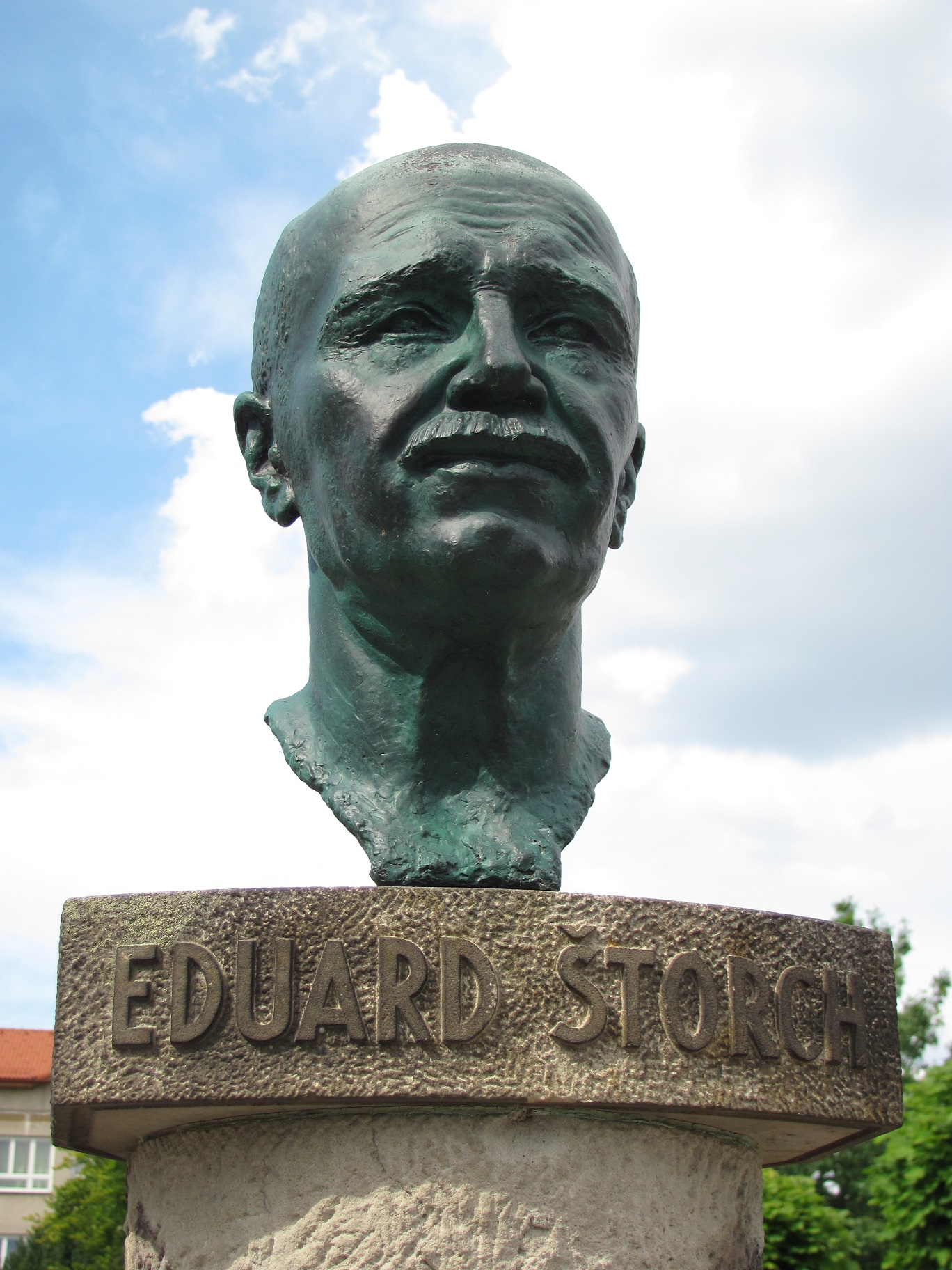
Бюст Эдуарда Шторха на родине писателя

Эдуард Шторх (чеш. Eduard Štorch) (10 апреля 1878 года — 25 июня 1956 года) — чешский писатель, педагог, автор исторических романов. 
Работал учителем в различных чешских школах, с 1903 года — в Праге. Автор ряда работ по этнографии и истории. Изучал археологию под руководством Любора Нидерле, принимал участие в археологических раскопках, в том числе на известной палеолитической стоянке в Дольни-Вестонице. В 1938 году вышел на пенсию и окончательно посвятил себя литературе.
Наряду с научными работами по доисторической истории Чехии, Шторх написал ряд исторических романов, пользовавшихся большой популярностью и неоднократно экранизированных. Печатался в журнале Malý čtenář.
На русский язык переведён его роман «Ловцы мамонтов».

## Избранная библиография
- Čarodějův učedník (1910)
- Lovci mamutů (1918, 1937)
- Osada Havranů (1930)
- U Veliké řeky (1932)
- Volání rodu (1934)

## Публикации
- Шторх Э. Охотники на мамонтов / Пер. с чеш. И. Холодовой. Рис. Зденека Буриана. — М.: Детская литература, 1968. — 208 c.: ил.
- Шторх Э. Охотники на мамонтов // Охотники на мамонтов: Сб. / Сост. М. Чугорина. Рис. Н. Андреева. — СПб.: Северо-Запад, 1993. — С. 85-318.

## Экранизации
- Поселение воронов (Osada Havranů, 1978)
- На большой реке (U Veliké řeky, 1978)
- Родовой клич (Volání rodu, 1979)